# Ada (film)
Ada – albański film fabularny z roku 2013 w reżyserii Jamie Donoughue i Spartaka Pecaniego na podstawie powieści Fatosa Kongolego Te porta e Shën Pjetrit (U bram Świętego Piotra).

## Opis fabuły
Film określany jako thriller psychologiczny. Policja znajduje zwłoki młodego mężczyzny. Rozpoczyna się śledztwo, które ma na celu ujęcie jego morderców. Policja próbuje obciążyć winą młodą dziewczynę sugerując, że popełniła podwójne morderstwo. Tytułową rolę odgrywa 16-letnia aktorka z Kosowa, Ilirjana Blakaj, debiutująca na dużym ekranie.
Premiera filmu odbyła się 23 października 2013 w tirańskim kinie Millenium

## Obsada
- Reshat Arbana jako Nika
- Ilirjana Blakaj jako Ada Ndreu
- Eni Cani jako Kela
- Elvira Diamanti jako psycholog Zana
- Mario Elezi jako Deda
- Astrit Hasanaj jako Daci
- Klodian Hoxha jako Shima
- Eshref Durmishi jako Edi
- Arber Jakallari
- Afrim Muqaj jako Dritan
- Ndriçim Xhepa jako Kurti
- Laura Nezha jako pielęgniarka